# Supercopa de Albania
La Supercopa Albanesa de Fútbol (en albanés Superkupa Shqiptare), Es un partido que se desarrolla al inicio de la temporada futbolística en el país, entre el campeón de la Superliga y el vencedor de la Copa de Albania, se efectúa anualmente desde 1989.
La supercopa fue disputada en el Estadio Qemal Stafa de la capital Tirana hasta 2015, cuando el recinto fue demolido para levantar en el mismo sitio el Estadio Nacional de Albania también llamado Arena Kombëtare.
El KF Tirana es el equipo más exitoso al haber ganado el trofeo en 12 ocasiones.

## Palmarés
| Año  | Fecha                                                                            | Campeón                                                                          | Resultado                                                                        | Subcampeón                                                                       | Sede de la final                                                                 |
| ---- | -------------------------------------------------------------------------------- | -------------------------------------------------------------------------------- | -------------------------------------------------------------------------------- | -------------------------------------------------------------------------------- | -------------------------------------------------------------------------------- |
| 1989 | 11 de enero de 1990                                                              | FK Dinamo Tirana                                                                 | 2 - 0                                                                            | SK Tirana                                                                        | Estadio Qemal Stafa, Tirana                                                      |
| 1990 | 11 de enero de 1991                                                              | KS Flamurtari Vlorë                                                              | 3 - 3 (5-4 pen.)                                                                 | FK Dinamo Tirana                                                                 | Estadio Qemal Stafa, Tirana                                                      |
| 1991 | 11 de enero de 1992                                                              | KS Flamurtari Vlorë                                                              | 1 - 0                                                                            | KF Partizani Tirana                                                              | Estadio Qemal Stafa, Tirana                                                      |
| 1992 | 10 de enero de 1993                                                              | KS Elbasani                                                                      | 3 - 2                                                                            | KS Vllaznia Shkodër                                                              | Estadio Qemal Stafa, Tirana                                                      |
| 1993 | KF Partizani Tirana ganó la Liga y la Copa por lo que se le otorgó la Supercopa. | KF Partizani Tirana ganó la Liga y la Copa por lo que se le otorgó la Supercopa. | KF Partizani Tirana ganó la Liga y la Copa por lo que se le otorgó la Supercopa. | KF Partizani Tirana ganó la Liga y la Copa por lo que se le otorgó la Supercopa. | KF Partizani Tirana ganó la Liga y la Copa por lo que se le otorgó la Supercopa. |
| 1994 | 8 de enero de 1995                                                               | SK Tirana                                                                        | 1 - 0                                                                            | KS Teuta Durrës                                                                  | Estadio Qemal Stafa, Tirana                                                      |
| 1995 | No se disputó entre SK Tirana y KS Teuta Durrës                                  | No se disputó entre SK Tirana y KS Teuta Durrës                                  | No se disputó entre SK Tirana y KS Teuta Durrës                                  | No se disputó entre SK Tirana y KS Teuta Durrës                                  | No se disputó entre SK Tirana y KS Teuta Durrës                                  |
| 1996 | SK Tirana ganó la Liga y la Copa.                                                | SK Tirana ganó la Liga y la Copa.                                                | SK Tirana ganó la Liga y la Copa.                                                | SK Tirana ganó la Liga y la Copa.                                                | SK Tirana ganó la Liga y la Copa.                                                |
| 1997 | No se disputó entre SK Tirana y KF Partizani Tirana                              | No se disputó entre SK Tirana y KF Partizani Tirana                              | No se disputó entre SK Tirana y KF Partizani Tirana                              | No se disputó entre SK Tirana y KF Partizani Tirana                              | No se disputó entre SK Tirana y KF Partizani Tirana                              |
| 1998 | 9 de enero de 1999                                                               | KS Vllaznia Shkodër                                                              | 1 - 1 (5-4 pen.)                                                                 | KS Apolonia Fier                                                                 | Estadio Qemal Stafa, Tirana                                                      |
| 1999 | SK Tirana ganó la Liga y la Copa.                                                | SK Tirana ganó la Liga y la Copa.                                                | SK Tirana ganó la Liga y la Copa.                                                | SK Tirana ganó la Liga y la Copa.                                                | SK Tirana ganó la Liga y la Copa.                                                |
| 2000 | 13 de enero de 2001                                                              | SK Tirana                                                                        | 1 - 0                                                                            | KS Teuta Durrës                                                                  | Estadio Qemal Stafa, Tirana                                                      |
| 2001 | 15 de septiembre de 2001                                                         | KS Vllaznia Shkodër                                                              | 2 - 1                                                                            | SK Tirana                                                                        | Estadio Qemal Stafa, Tirana                                                      |
| 2002 | 14 de septiembre de 2002                                                         | SK Tirana                                                                        | 6 - 0                                                                            | FK Dinamo Tirana                                                                 | Estadio Qemal Stafa, Tirana                                                      |
| 2003 | 16 de agosto de 2003                                                             | SK Tirana                                                                        | 3 - 0                                                                            | FK Dinamo Tirana                                                                 | Estadio Qemal Stafa, Tirana                                                      |
| 2004 | 17 de agosto de 2004                                                             | KF Partizani Tirana                                                              | 2 - 0                                                                            | SK Tirana                                                                        | Estadio Qemal Stafa, Tirana                                                      |
| 2005 | 21 de agosto de 2005                                                             | SK Tirana                                                                        | 0 - 0 (5-4 pen.)                                                                 | KS Teuta Durrës                                                                  | Estadio Qemal Stafa, Tirana                                                      |
| 2006 | 22 de agosto de 2006                                                             | SK Tirana                                                                        | 2 - 0                                                                            | KS Elbasani                                                                      | Estadio Qemal Stafa, Tirana                                                      |
| 2007 | 17 de agosto de 2007                                                             | SK Tirana                                                                        | 4 - 2                                                                            | KS Besa Kavajë                                                                   | Estadio Qemal Stafa, Tirana                                                      |
| 2008 | 17 de agosto de 2008                                                             | FK Dinamo Tirana                                                                 | 2 - 0                                                                            | KS Vllaznia Shkodër                                                              | Estadio Qemal Stafa, Tirana                                                      |
| 2009 | 16 de agosto de 2009                                                             | SK Tirana                                                                        | 1 - 0                                                                            | KS Flamurtari Vlorë                                                              | Estadio Qemal Stafa, Tirana                                                      |
| 2010 | 16 de agosto de 2010                                                             | KS Besa Kavajë                                                                   | 3 - 1                                                                            | FK Dinamo Tirana                                                                 | Estadio Qemal Stafa, Tirana                                                      |
| 2011 | 18 de agosto de 2011                                                             | SK Tirana                                                                        | 1 - 0                                                                            | KF Skënderbeu Korçë                                                              | Estadio Skënderbeu, Korçë                                                        |
| 2012 | 19 de agosto de 2012                                                             | SK Tirana                                                                        | 2 - 1                                                                            | KF Skënderbeu Korçë                                                              | Estadio Qemal Stafa, Tirana                                                      |
| 2013 | 18 de agosto de 2013                                                             | KF Skënderbeu Korçë                                                              | 1 - 1 (4-3 pen.)                                                                 | KF Laçi                                                                          | Estadio Qemal Stafa, Tirana                                                      |
| 2014 | 17 de agosto de 2014                                                             | KF Skënderbeu Korçë                                                              | 1 - 0                                                                            | KS Flamurtari Vlorë                                                              | Estadio Qemal Stafa, Tirana                                                      |
| 2015 | 12 de agosto de 2015                                                             | KF Laçi                                                                          | 2 - 2 (8-7 pen.)                                                                 | KF Skënderbeu Korçë                                                              | Estadio Qemal Stafa, Tirana                                                      |
| 2016 | 24 de agosto de 2016                                                             | FK Kukësi                                                                        | 3 - 1                                                                            | KF Skënderbeu Korçë                                                              | Estadio Selman Stërmasi, Tirana                                                  |
| 2017 | 6 de septiembre de 2017                                                          | SK Tirana                                                                        | 1 - 0                                                                            | FK Kukësi                                                                        | Estadio Selman Stërmasi, Tirana                                                  |
| 2018 | 12 de agosto de 2018                                                             | KF Skënderbeu Korçë                                                              | 3 - 2                                                                            | KF Laçi                                                                          | Estadio Selman Stërmasi, Tirana                                                  |
| 2019 | 18 de agosto de 2019                                                             | KF Partizani Tirana                                                              | 4 - 2 (t.s.)                                                                     | FK Kukësi                                                                        | Elbasan Arena, Elbasan                                                           |
| 2020 | 31 de agosto de 2020                                                             | KS Teuta Durrës                                                                  | 2 - 1                                                                            | KF Tirana                                                                        | Estadio Selman Stërmasi, Tirana                                                  |
| 2021 | 28 de agosto de 2021                                                             | KS Teuta Durrës                                                                  | 3 - 0                                                                            | KF Vllaznia Shkodër                                                              | Elbasan Arena, Elbasan                                                           |
| 2022 | 7 de diciembre de 2022                                                           | KF Tirana                                                                        | 3 - 2                                                                            | KF Vllaznia Shkodër                                                              | Arena Kombëtare, Tirana                                                          |
| 2023 | 20 de diciembre de 2023                                                          | KF Partizani Tirana                                                              | 1 - 0                                                                            | KS Egnatia Rrogozhinë                                                            | Arena Kombëtare, Tirana                                                          |
| 2024 | 26 de diciembre de 2024                                                          | KS Egnatia Rrogozhinë                                                            | 2 - 0                                                                            | FK Kukësi                                                                        | Arena Kombëtare, Tirana                                                          |

## Títulos por club
| Club                  | Campeón | Subcampeón | Años campeón                                                           |
| --------------------- | ------- | ---------- | ---------------------------------------------------------------------- |
| KF Tirana (SK Tirana) | 12      | 3          | 1994, 2000, 2002, 2003, 2005, 2006, 2007, 2009, 2011, 2012, 2017, 2022 |
| KF Partizani Tirana   | 4       | 1          | 1993, 2004, 2019, 2023                                                 |
| KF Skënderbeu Korçë   | 3       | 4          | 2013, 2014, 2018                                                       |
| FK Dinamo Tirana      | 2       | 4          | 1989, 2008                                                             |
| KS Vllaznia Shkodër   | 2       | 4          | 1998, 2001                                                             |
| KS Teuta Durrës       | 2       | 3          | 2020, 2021                                                             |
| KS Flamurtari Vlorë   | 2       | 2          | 1990, 1991                                                             |
| KF Laçi               | 1       | 2          | 2015                                                                   |
| FK Kukësi             | 1       | 3          | 2016                                                                   |
| KS Egnatia Rrogozhinë | 1       | 1          | 2024                                                                   |
| KS Elbasani           | 1       | 1          | 1992                                                                   |
| KS Besa Kavajë        | 1       | 1          | 2010                                                                   |
| KS Apolonia Fier      | -       | 1          | ---                                                                    |